# 函龍會
函龍會位於北海道本部的設置，日本的黑社會指定暴力團之一 六代目山口組旗下的3次團體。隸屬上部團體為倉心會。

## 最高幹部
- 會長·長谷川武明（倉心會副會長）

## 下部團體（山口組的4次團體）
- 征龍會 - 北海道
- 松秀總業 - 北海道